# Hyophila zeyheri
Hyophila zeyheri là một loài rêu trong họ Pottiaceae. Loài này được (Hampe) A. Jaeger mô tả khoa học đầu tiên năm 1873.